# Čërnye Brat'ja
Le isole Čërnye Brat'ja (in russo острова Чёрные Братья; in giapponese 知理保以島; in italiano "isole dei fratelli neri") sono un gruppo di isole russe che fanno parte dell'arcipelago delle Isole Curili e sono situate tra il Mare di Ochotsk e l'Oceano Pacifico settentrionale. Amministrativamente fanno parte del Kuril'skij rajon dell'oblast' di Sachalin, nel Circondario federale dell'Estremo Oriente. Le isole sono disabitate.
Il loro nome originale lingua ainu era Repunmoshiri che significa "luogo di molti piccoli uccelli". Al momento della descrizione idrografica delle isole Curili, Vasilij Michajlovič Golovnin e Pëtr Ivanovič Rikord chiamarono le isole Tčirpoja e Makantor (Тчирпоя e Макантор).

## Geografia
Le isole Čërnye Brat'ja si trovano nella parte centrale delle Curili, 69 km a sud-ovest di Simušir, al di là dello stretto di Bussol' (пролив Буссоль), e 20 km a sud di Broutona. A sud di esse, lo stretto Urup (пролив Уруп) le separa dall'isola di Urup.
Le Čërnye Brat'ja sono un gruppo composto da due isole maggiori, Čirpoj e Brat Čirpoev, dall'isoletta Morskaja Vydra e da alcuni scogli, e sono quanto resta di una caldera vulcanica parzialmente sommersa larga 8–9 km. Le due isole sono separate dallo stretto di Snow (пролив Сноу) largo 2,7 km. La superficie totale delle isole è di 37 km². Sulle isole non c'è acqua.

## Le isole
- Čirpoj (остров Чирпой), la maggiore e più settentrionale (46°31′15.87″N 150°51′56.27″E) ha un'area di circa 21 km², Il punto più alto dell'isola è il monte Čirpoj (гора Чирпой) alto 691 m. A nord-est c'è una penisola che si protende verso est, la penisola Lapka (полуостров Лапка), che racchiude il golfo Pesčanaja (бухта Песчаная).

L'isola ospita due vulcani attivi: il Čërnogo (вулкан Чёрного; in giapponese 大崩山) alto 624 m che si trova al centro dell'isola, e il vulcano Snou (вулкан Сноу) alto 395 m. Il vulcano Čërnogo ha preso il nome del tenente Ivan Čërnogo che descrisse l'isola nel 1770. Ha avuto delle eruzioni in tempi storici, nel 1712 e 1857.
Il vulcano Snou (o Snow), geologicamente più giovane, che ha eruttato nel 1811, 1879, 1960 e 1982, ha preso il nome dell'autore del libro Notes on the Kuril Islands, l'inglese Henry James Snow (1848-1915), che ha dato il nome anche allo stretto che divide Čirpoj da Brat Čirpoev.
- Brat Čirpoev (остров Брат-Чирпоев), 2,7 km a sud-ovest di Čirpoj (46°27′57.62″N 150°48′10.09″E): L'isola ha un'area di circa 16 km². Il monte Brat Čirpoev, con i suoi 749 m, è il punto più alto dell'isola.
- Morskaja Vydra (остров Морская Выдра), piccola isola accanto alla costa nord-est di Brat Čirpoev (46°27′37.62″N 150°49′48.97″E).
- Scoglio Otšel'nik (скала Отшельник), a sud-est di Morskaja Vydra (46°28′17.41″N 150°50′25.74″E).
- Scoglio Lev (скала Лев), vicino alla costa ovest di Brat Čirpoev (46°27′35.27″N 150°46′35.85″E).
- Scoglio Zabytaja (скала Забытая), a est di Čirpoj (46°30′38.13″N 150°54′22.27″E).

## Fauna
Su Brat Čirpoev si trova la più meridionale delle cinque maggiori colonie di leone marino di Steller delle isole Curili. Sulle coste rocciose nidificano molte specie di uccelli: gabbiani, urie, cormorani, la pulcinella di mare e il fulmaro.

## Storia
Le Čërnye Brat'ja appaiono su una mappa ufficiale dei territori del clan Matsumae, un dominio feudale del periodo Edo in Giappone (1644), domini confermati ufficialmente dallo shogunato Tokugawa nel 1715. 
Successivamente la sovranità passò all'Impero russo, in base ai termini del Trattato di Shimoda nel 1855, poi all'Impero giapponese (nel 1875) con il Trattato di San Pietroburgo, insieme al resto delle isole Curili. Amministrativamente le isole facevano parte della sottoprefettura di Nemuro, nella prefettura di Hokkaidō.
Dopo la seconda guerra mondiale, le isole passarono sotto il controllo dell'Unione Sovietica e attualmente fanno parte della Federazione Russa.